# Michael Levitt (homme politique)
Pour l’article homonyme, voir Michael Levitt.
Michael Levitt, né le 9 mai 1970, est un homme politique canadien. Élu député de la circonscription de York-Centre à la Chambre des communes du Canada pour le Parti libéral du Canada lors de l'élection fédérale 2015,, il est réélu lors de l'élection fédérale 2019 mais annonce sa démission en août de l'année suivante. 

## Biographie
Né le 9 mai 1970 et élevé en Écosse dans une famille de confession juive, Levitt est venu avec sa famille au Canada à l'âge de 14 ans. 
Avant de se présenter aux élections, Levitt a été membre fondateur du Comité des affaires politiques juives canadiennes, coprésidé les Amis libéraux d'Israël et a été associé et vice-président du développement des affaires pour le groupe Benjamin à Toronto, une entreprise fournissant des services de cycle de vie. à la communauté juive de Toronto. 
Il a également siégé aux conseils d'administration de l'hôpital Mount Sinai et du Koffler Centre for the Arts, tous deux situés à Toronto. 

### Carrière politique
Durant son mandat Levitt est président du Comité des affaires étrangères de la Chambre des communes et président du Groupe interparlementaire Canada-Israël. 
Le 4 août 2020, il annonce sa démission de son poste de député à compter du 1er septembre 2020 pour se consacrer à sa famille. Il devient par ailleurs président et chef de la direction des Amis du Centre Simon Wiesenthal, une organisation consacrée à la lutte contre l’antisémitisme et à la promotion des droits de l’homme. 

### Résultats électoraux
|                          | Nom                      | Parti politique          | Voix   | %       | Majorité |
| ------------------------ | ------------------------ | ------------------------ | ------ | ------- | -------- |
|                          | Michael Levitt           | Libéral                  | 20 131 | 46,88 % | 1 238    |
|                          | Mark Adler (sortant)     | Conservateur             | 18 893 | 43,99 % |          |
|                          | Hal Berman               | NPD                      | 3 148  | 7,33 %  |          |
|                          | Constantine Kritsonis    | Vert                     | 772    | 1,8 %   |          |
| Total des votes valides  | Total des votes valides  | Total des votes valides  | 42 944 | 99,26 % |          |
| Total des votes rejetés  | Total des votes rejetés  | Total des votes rejetés  | 319    | 0,74 %  |          |
| Total des votes exprimés | Total des votes exprimés | Total des votes exprimés | 43 263 | 65,72 % |          |
| Électeurs inscrits       | Électeurs inscrits       | Électeurs inscrits       | 65 832 |         |          |